# Maršovicky vrch
Maršovicky vrch är ett berg i Tjeckien.   Det ligger i regionen Liberec, i den norra delen av landet, 90 km nordost om huvudstaden Prag. Toppen på Maršovicky vrch är 743 meter över havet.
Terrängen runt Maršovicky vrch är huvudsakligen lite kuperad.Runt Maršovicky vrch är det tätbefolkat, med 257 invånare per kvadratkilometer. Närmaste större samhälle är Jablonec nad Nisou, 3,2 km nordväst om Maršovicky vrch. Omgivningarna runt Maršovicky vrch är en mosaik av jordbruksmark och naturlig växtlighet.